# Havana Solaun
Havana Solaun (Hong Kong; 23 de febrero de 1993) es una futbolista jamaicana. Juega como centrocampista en North Carolina Courage y la selección de Jamaica.
En 2019, ella marcó el gol primero por la selección de Jamaica en una Copa Mundial Femenina de Fútbol.

## Clubes
| Club                   | País           | Año             |
| ---------------------- | -------------- | --------------- |
| Reign FC               | Estados Unidos | 2015 - 2016     |
| Washington Spirit      | Estados Unidos | 2017 - 2018     |
| Klepp IL               | Noruega        | 2019            |
| Paris Football Club    | Francia        | 2020            |
| Apollon Limassol       | Chipre         | 2020            |
| North Carolina Courage | Estados Unidos | 2020 - presente |